# Tessie Santiago
Tessie Marie Santiago, nota come Tessie Santiago (Miami, 10 agosto 1975), è un'attrice statunitense.

## Biografia

### Primi anni
Tessie Santiago è un'americana di prima generazione. I suoi genitori e nonni sono fuggiti da Cuba dopo che Fidel Castro prese il potere del paese all'inizio degli anni '60. Suo nonno era uno scultore, suo padre, Joe Santiago, era un musicista, mentre la nonna materna era una pittrice. Sua madre, Tess Stebbins, è direttrice della Miller school of Medicine presso l'Università di Miami. Ha un fratello ed una sorellastra più piccoli di lei. Tessie ha imparato a suonare il piano all'età di sette anni.
Nel 1993 si è diplomata alla Miami Coral Park High School, e nel 1999 si è laureata all'Università di Miami. Ha studiato Shakespeare a Londra, ed ha anche studiato recitazione alla Film and TV School of the Academy of Performing Arts di Praga.
Dal 2013 è sposata con l'attore e regista Carlos Bernard, e nel 2018 hanno avuto un figlio di nome Jaxon.

### Carriera
Tra il 2000 e il 2001 è la protagonista della serie La regina di spade, dove interpreta il ruolo dell'aristocratica spagnola Tessa Alvarado. Nel 2001 è Cristina in The Way She Moves. Tra il 2002 e il 2003 entra a far parte del cast di Good Morning, Miami nel ruolo di Lucia Rojas-Klein. Successivamente interpreta Chambermaid in Curb Your Enthusiasm e Donna in Kitchen Confidential.
Nel 2006 è Hannah in One on One, Sarah in The Way Back Home e Joani in Break-In. Nel 2009 è Maya in The Cell 2 - La soglia del terrore.
Nel 2010 è Jennifer in Twentysixmiles, Desdemona in Angel Camouflaged e Donna in un episodio di Royal Pains della seconda stagione intitolato Comodità sopravvalutate.
Nel 2013 prende parte a 3 episodi de La vita segreta di una teenager americana.
Nel 2017 recita nella sesta stagione della serie televisiva Scandal.
Oltre ad essere attrice, Tessie Santiago è anche pittrice.

## Filmografia

### Cinema
- The Way Back Home, regia di Reza Badiyi (2006)
- The Cell 2 - La soglia del terrore (The Cell 2), regia di Tim Iacofano (2009)
- Angel Camouflaged, regia di R. Michael Givens (2010)
- Devil's Whisper, regia di Adam Ripp (2017)
- Church People, regia di Christopher Shawn Shaw (2021)

### Televisione
- La regina di spade (Queen of Swords) - serie TV, 22 episodi (2000-2001)
- Le note dell'amore (The Way She Moves), regia di Ron Lagomarsino - film TV (2001)
- Good Morning, Miami - serie TV, 11 episodi (2002-2003)
- Old School, regia di John Whitesell - film TV (2003)
- Curb Your Enthusiasm - serie TV, episodio 4x10 (2004)
- Kitchen Confidential - serie TV, 5 episodi (2005-2006)
- Mind of Mencia - serie TV, episodio 2x06 (2006)
- One on One - serie TV, episodio 5x22 (2006)
- Break-In, regia di Michael Nankin - film TV (2006)
- Una calda estate (One hot summer), regia di  Betty Kaplan - film TV (2009)
- The Wishing Well - film TV (2009)
- Twentysixmiles - serie TV, 6 episodi (2010)
- Royal Pains, serie TV - episodio 2x07 (2010)
- La vita segreta di una teenager americana - serie TV, 3 episodi (2012)
- Il romanzo di una vita (Touched), regia di Bradford May - film TV (2014)
- Una famiglia al college (Mom and Dad Undergrads), regia di Ron Oliver - film TV (2014)
- Major Crimes - serie TV, 1 episodio (2015)
- Bella e i Bulldogs - serie TV, 1 episodio (2016)
- Un serial killer al college (The Cheerleader Murders), regia di David Jackson - film TV (2016)
- Bizaardvark - serie TV, 2 episodi (2017)
- Scandal - serie TV, 9 episodi (2017)
- Drink Slay Love, regia di Vanessa Parise - film TV (2017)

### Doppiaggio
- Vivo, regia di Kirk DeMicco (2021)

## Doppiatrici italiane
Nelle versioni in italiano delle opere in cui ha recitato, Tessie Santiago è stata doppiata da:
- Eleonora De Angelis in La regina di spade
- Germana Pasquero in Scandal
- Ida Sansone in Good Morning, Miami
- Marina Guadagno in Kitchen Confidential

## Riconoscimenti
- ALMA Award
  - 2001: Nominata come Migliore attrice protagonista per la serie La regina di spade